# DAN6
22°21′58″N 114°06′52″E / 22.366194°N 114.114318°E
DAN6，前身為「普新大廈」，是在1971年落成建築物，位於香港新界荃灣灰窰角街2-6號，當時7層樓高，總樓面面積61,699平方米。因曾經發生哄動一時的石棺藏屍案而聞名。
2010年9月，第一太平戴維斯正開始招標，根據上述資料，該重建前為7層高大廈，總面積約6萬餘呎，向灰窰角街及橫龍街共長約190呎，樓面實用，亦可作長線投資連命名權出租。地皮面積接近1萬呎，可重建成9萬多呎之新型大廈。業主之意向價為1.3億港元，會於2010年10月15日截標，但經調整後，意向價提高為1.4億港元，當時在1969年興建。
在2010年10月初，現時由香港興業國際集團有限公司持有的，香港興業以1.4億港元收購該上述物業，並重建成為DAN6。經重建後，總樓面面積約8,700平方米，物業樓高20層，由地下至22樓，把5至21樓作分間出售，每層提供11伙，由A至K室，最細單位為K室，面積約453平方呎。單位呎價約4,850至6,800港元，入場費約220萬港元起，銷售情況理想，項目於2014年11月入伙。
而該物業意思為「day and night」，強調24小時日夜運作。而由於為工業樓宇，因此只用作工業用途。

## 重大事件

### 水泥藏屍案
2016年3月29日，晚上7時許，警方接到有人報案指一名男子被殺，屍體收藏於灰窰角街2號工廈住宅「DAN6」9樓一個單位內。警方到場後發現單位傳出惡臭，召消防員協助將一個灌滿水泥的木箱鑿破，發現一名28歲失蹤男子被埋葬在內。 
2016年3月30日，荃灣警區重案組第二隊拘捕2男1女，相信3人曾到過案發單位，疑與案有關，3人被帶返荃灣警署作通宵扣查。而警方仍在尋找案發單位的租客，警方不排除有疑犯在逃。其後再拘捕2名男女，年齡為介乎26歲。